# Papilio rumanzovia
Papilio rumanzovia là một loài bướm thuộc họ Papilionidae. Loài này có ở Philippines, nhưng đã được ghi nhận khi một lang thang tới miền nam Đài Loan. Nó được coi là một phân loài của Papilio deiphobus bởi một số tác giả.

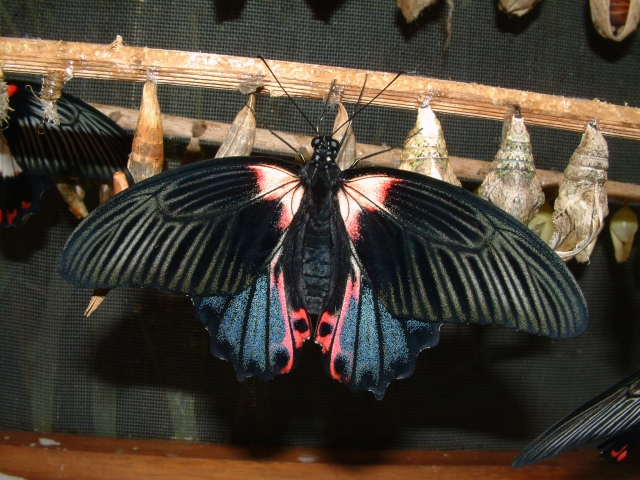

Sải cánh dài 120–140 mm. Các con đực rất giống với các con đực Papilio ascalaphus, nhưng lại thiếu đuôi ở cánh dưới.
Ấu trùng ăn Aristolochia.

## Hình ảnh

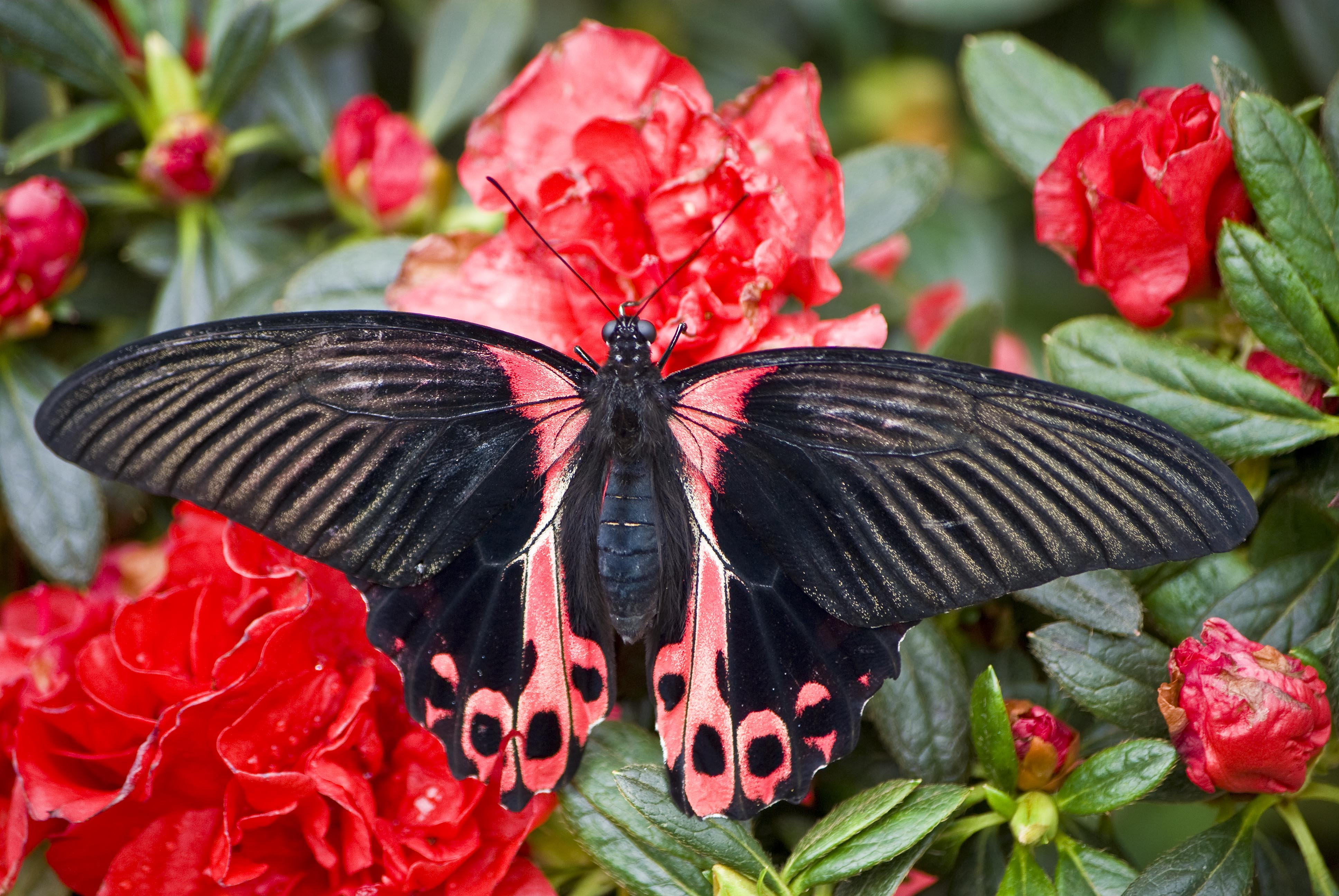
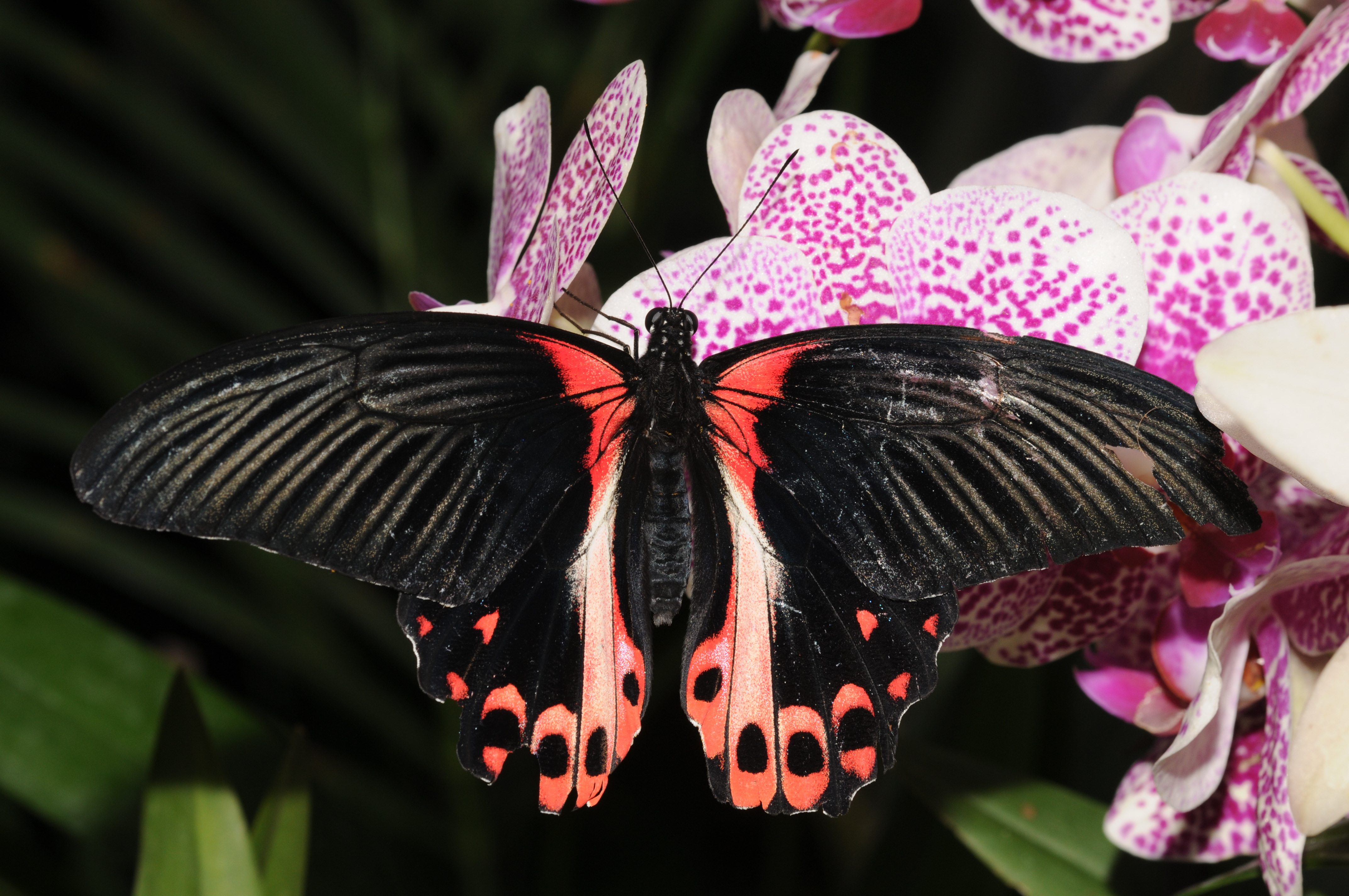